# Casa de Serralves

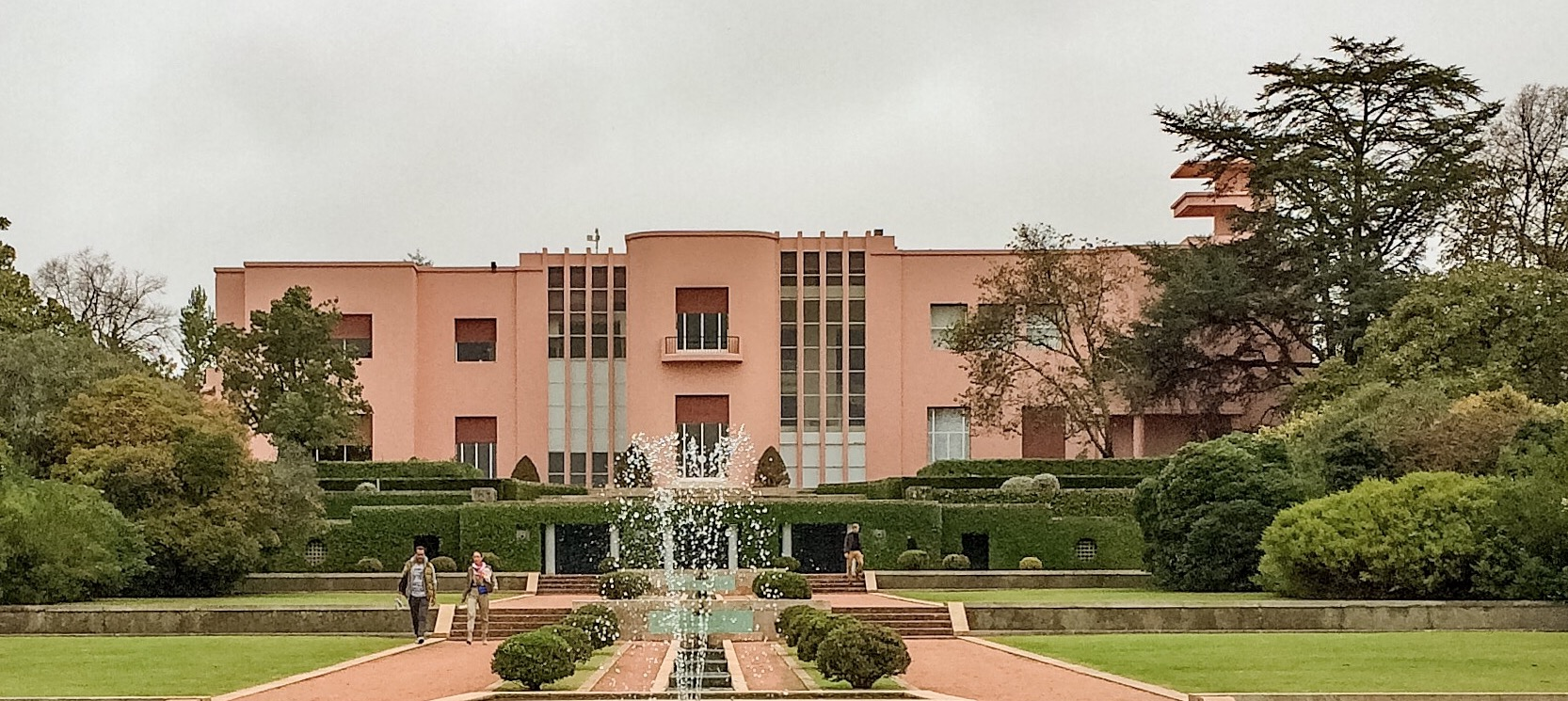
Casa de Serralves

Die Casa de Serralves ist eine Villa in den Serralves-Gärten in Porto, im Stadtteil Lordelo do Ouro, in Portugal. Das Gebäude gilt als Beispiel für Stromlinien-Moderne-Architektur in Portugal und wurde vom portugiesischen Architekten José Marques da Silva im Jahr 1923 entworfen. Die Villa mit einer Fläche von 900 m² ist Sitz der Serralves-Stiftung, die das Museum Serralves betreibt. Im Jahr 2012 wurde das Ensemble aus Villa und Park aufgrund seiner architektonischen und landschaftlichen Bedeutung als portugiesisches Nationalerbe eingestuft.

## Geschichte
Ursprünglich als private Residenz konzipiert wurde die Villa und der diese umgebende Park vom zweiten Graf von Vizela, Carlos Alberto Cabral (1895–1968), auf dem Gelände der ehemaligen Sommerresidenz seiner Familie am Stadtrand von Porto in Auftrag gegeben. Das Gebäude wurde zwischen 1925 und 1944 in den damaligen Außenbereichen der Stadt Porto gebaut und kombiniert Elemente des neoklassizistischen, romantischen und Art-déco-Baustils. Das Gebäude wurde von den Architekten José Marques da Silva (1869–1947) und Charles Siclis (1889–1944) entworfen.
Zur Inneneinrichtung der Villa haben mehrere bedeutende europäische Designer beigetragen: Jacques-Émile Ruhlmann (1879–1933), René Lalique (1880–1945), Edgar Brandt (1880–1960), Ivan da Silva-Bruhns (1881–1980), Jules Leleu (1883–1961), Jean Perzel (1892–1986) und Raymond Subes (1893–1970).
Carlos Alberto Cabral und seine Frau Blanche Daubin bezogen die Villa im Jahr 1944, allerdings nur einige Jahre. Das Anwesen wurde im Jahr 1957 an Delfim Ferreira (1888–1960), den Grafen von Riba d'Ave, verkauft. 1987 wurde das Anwesen durch die Erben von Delfim Ferreira an den portugiesischen Staat verkauft, der auf dem Gelände ein Museum für moderne Kunst errichten wollte. Dazu wurde die Serralves-Stiftung gegründet, die seit 1987 ihren Sitz in der Villa hat. Seit dieser Zeit finden in der Casa de Serralves temporäre Ausstellungen moderner und zeitgenössischer Kunst statt. Mit der Eröffnung des Neubaus des Museums Serralves im Jahr 1999 werden beide Gebäude als Museum genutzt.

## Parque de Serralves

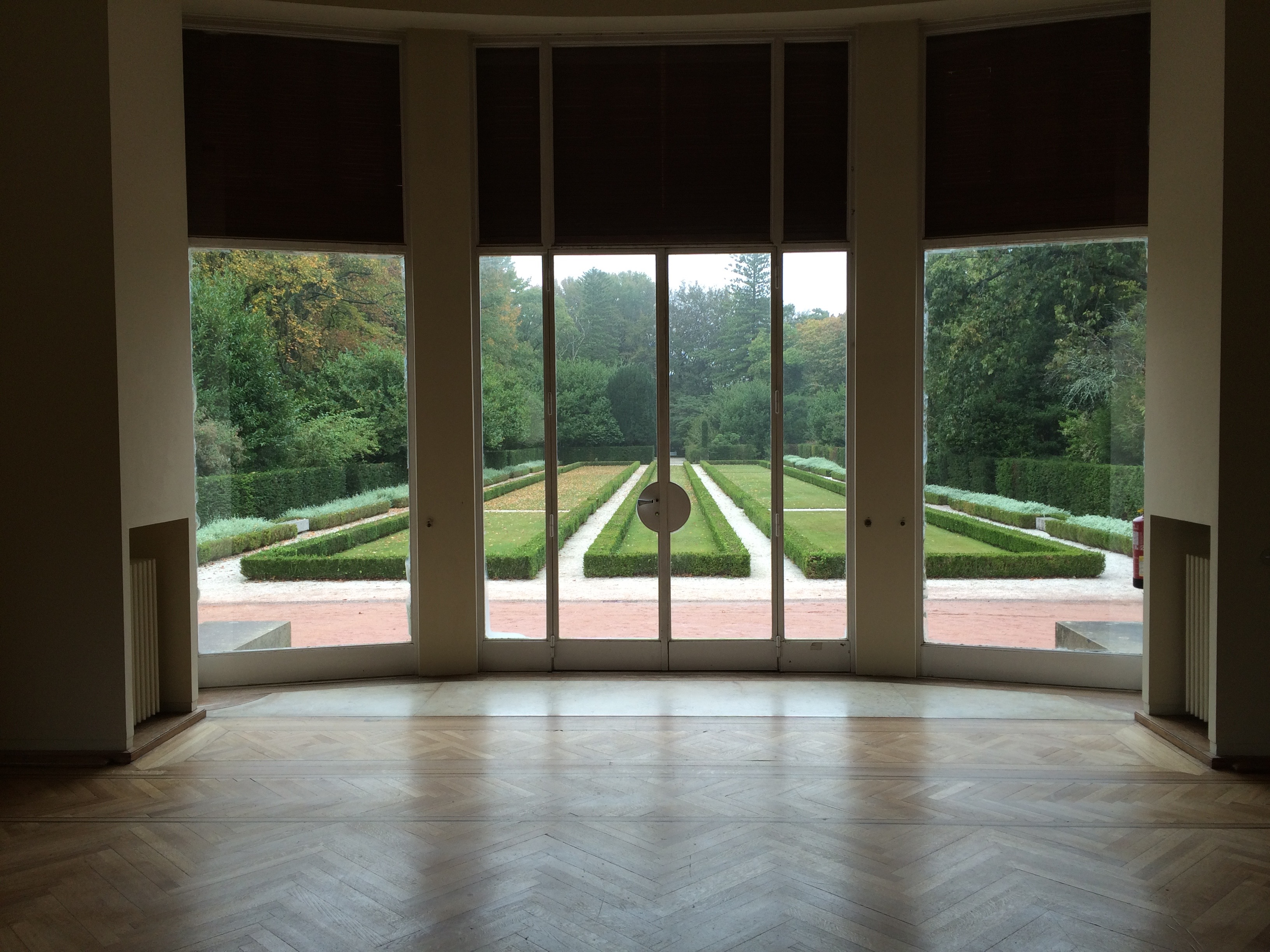
Blick von der Casa de Serralves in den Park

Der Parque de Serralves umschließt das Casa de Serralves sowie das Museum Serralves. Der 18,43 ha große Park wurde 1932 von dem französischen Landschaftsarchitekten Jacques Gréber  entworfen. Der ursprüngliche Garten des Gehöftes des Grafen von Vizela war wesentlich kleiner als der heutige Park. Durch Landerwerb wurde das Gelände bis zum Jahr 1940 auf seine gegenwärtige Ausdehnung vergrößert.

## Museum Serralves
Das Casa de Serralves ist dem 1999 eröffneten Museum Serralves angegliedert. Die Rahmenbedingungen für die Konzeption des Museums und die Einbindung der Casa darin legte die Serralves-Stiftung im Jahr 1989 fest. 1991 wurde der portugiesische Architekt Álvaro Siza Vieira beauftragt Pläne für den Neubau eines Museumsgebäudes innerhalb des Parkgeländes zu entwerfen. Baubeginn für den Neubau war 1996; das Museum wurde am 6. Juni 1999 mit der Ausstellung ‘Circa 1968’ eröffnet. In dem das Casa und den Neubau des Museums umgebenden Park sind Kunstwerke von verschiedenen zeitgenössischen Künstlern ausgestellt.

## Innen- und Außenansichten des Gebäudes

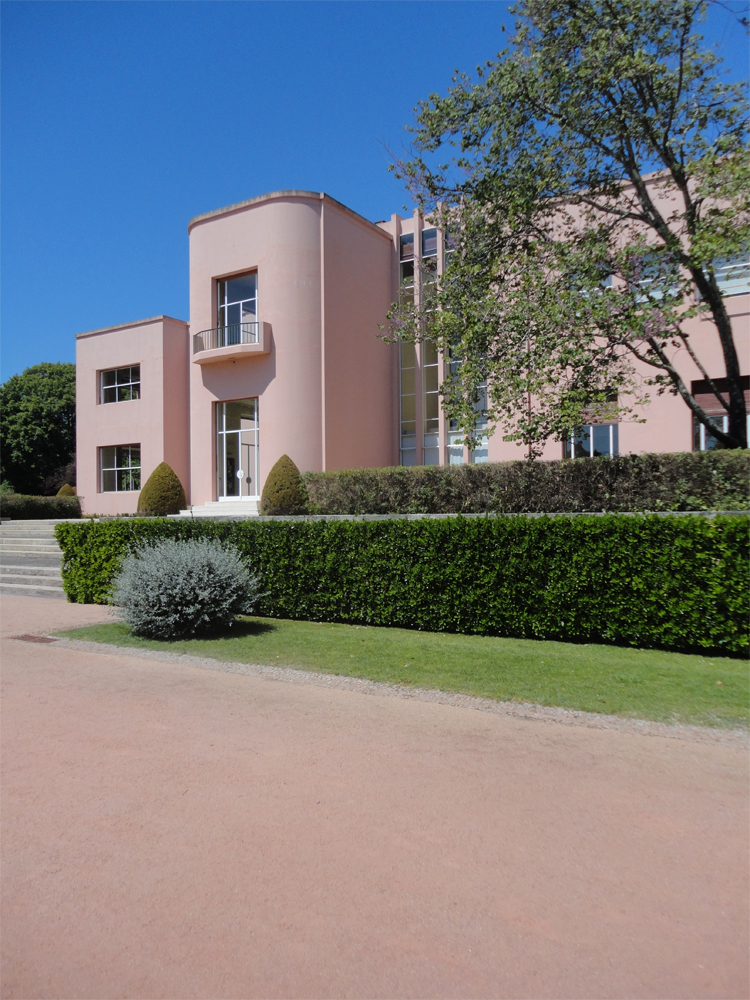
Außenansicht
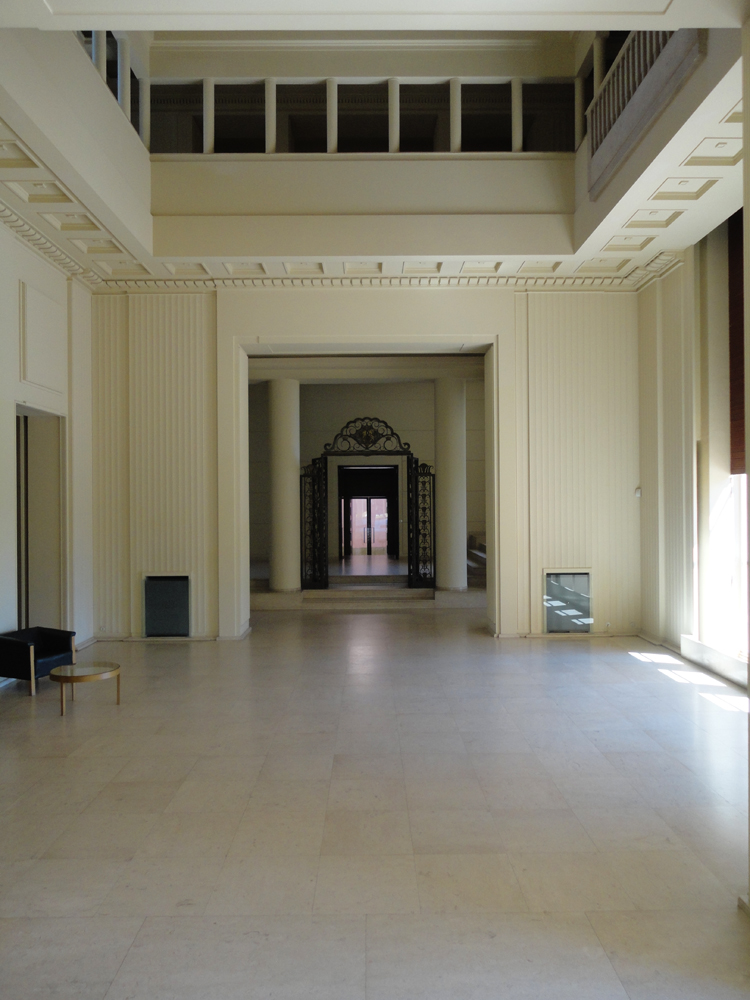
Innenansicht
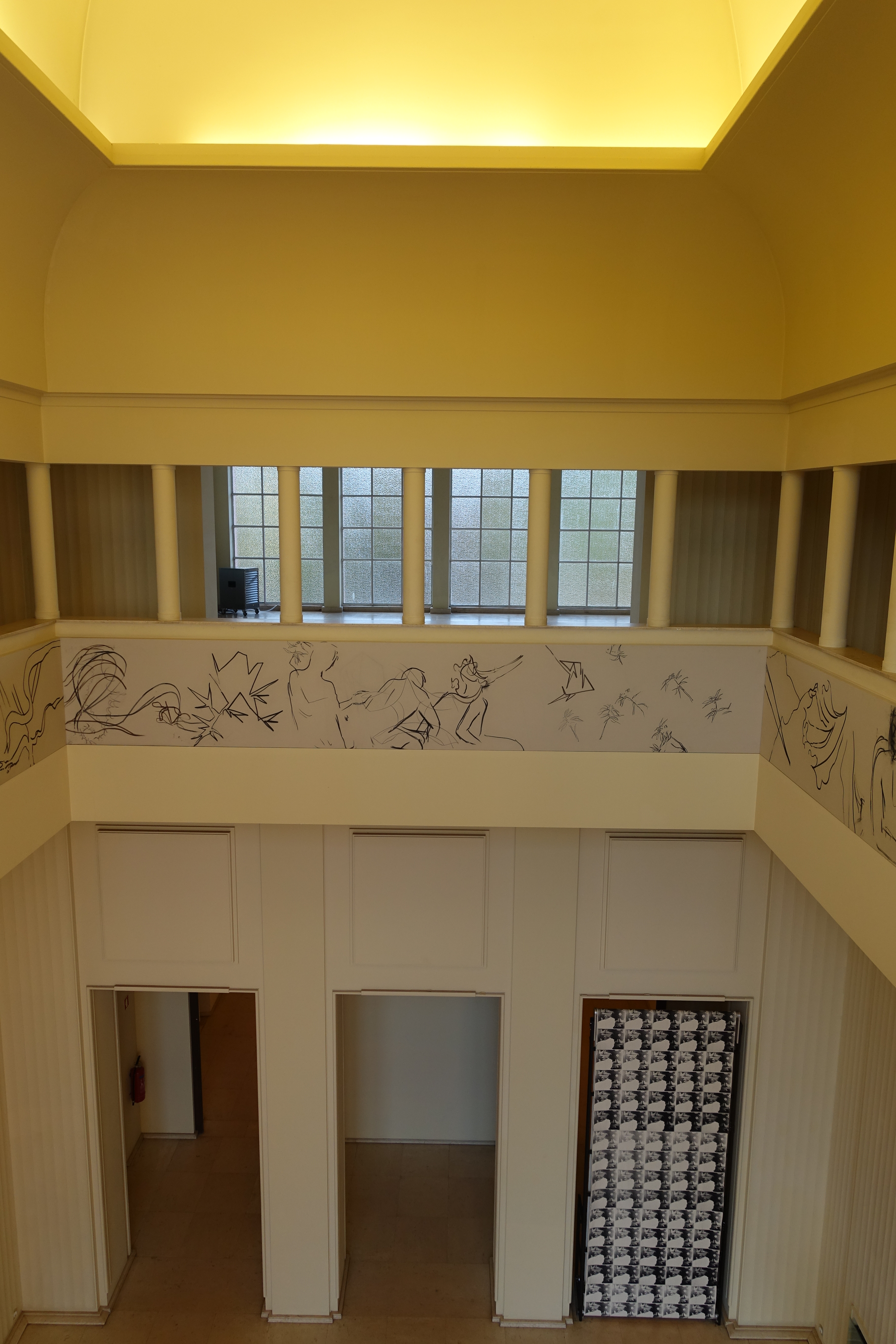
Innenansicht
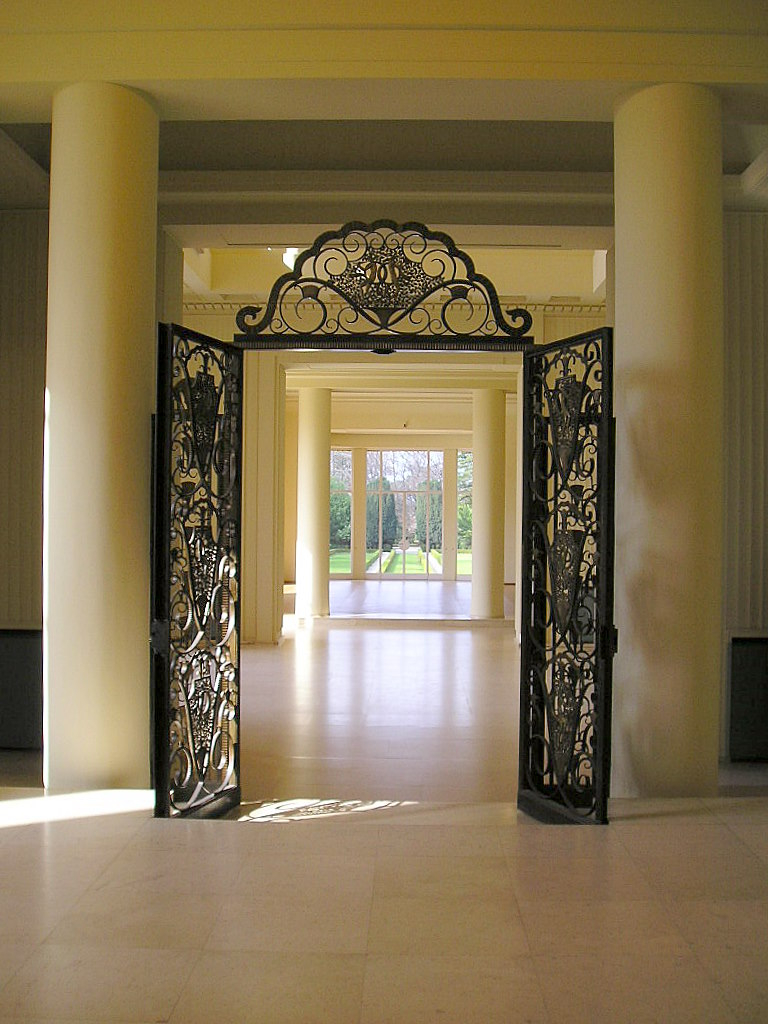
Innenansicht
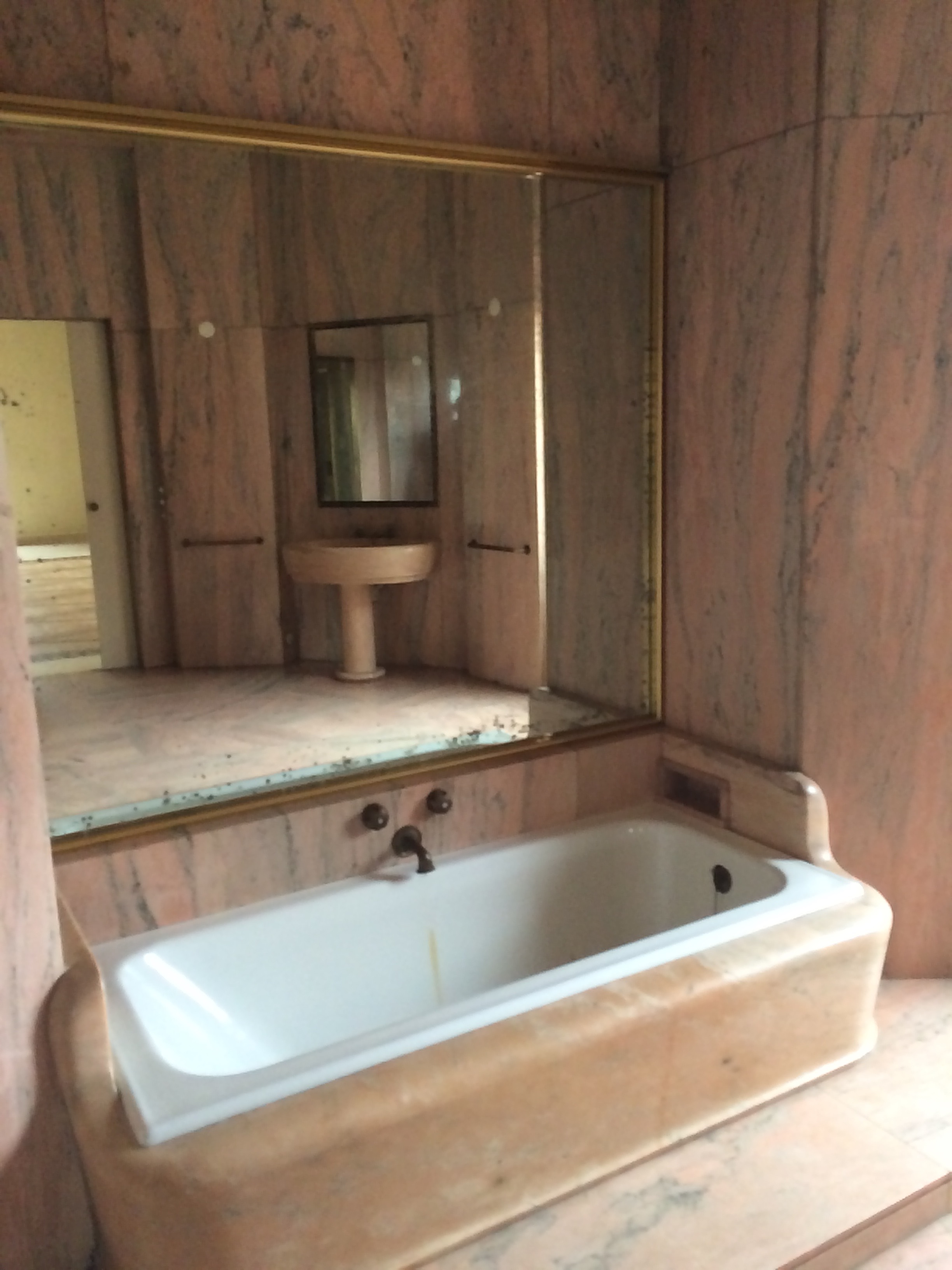
Badezimmer
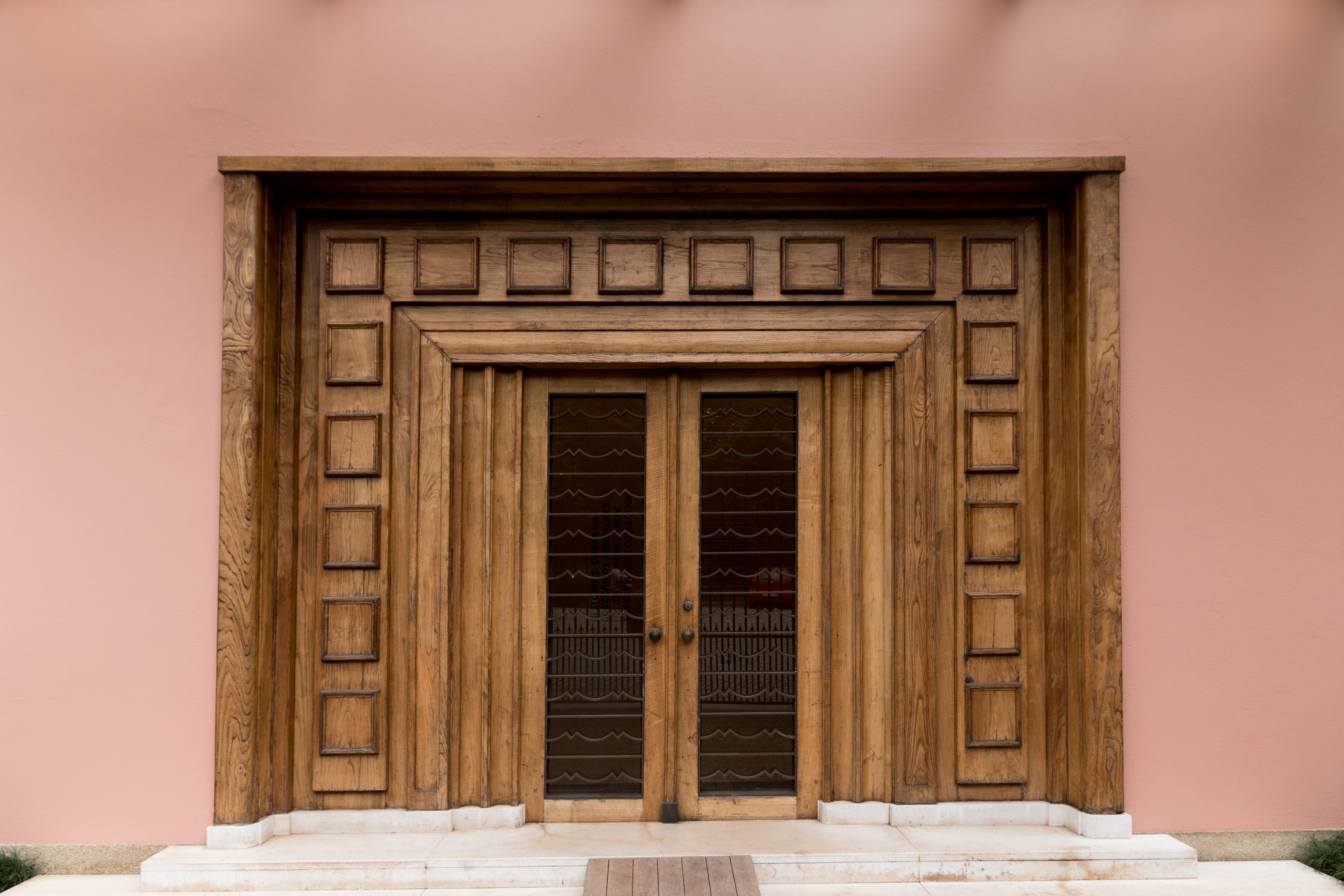
Eingang